# Players Championship 2022
Il Players Championship 2022 è stato il tredicesimo evento professionistico della stagione 2021-2022 di snooker, il decimo valido per il Ranking, e la sesta edizione di questo torneo, che si è disputato dal 7 al 13 febbraio 2022, presso l'Aldersley Arena di Wolverhampton, in Inghilterra.
È stato il quinto evento stagionale della Cazoo Series 2021-2022.
Il torneo è stato vinto da Neil Robertson, il quale ha battuto Barry Hawkins per 10-5. L'australiano si è aggiudicato così il suo primo Players Championship, il suo 22º titolo Ranking, eguagliando a questa quota Judd Trump, e il suo secondo evento della Cazoo Series, dopo il Tour Championship 2021.
Robertson ha disputato la sua seconda finale in questo torneo, dopo la sconfitta del 2019 contro Ronnie O'Sullivan, la 51ª finale nei tornei professionistici, la 35ª fra quelli validi per la classifica mondiale e la quarta in stagione, dopo i successi all'English Open su John Higgins e al Masters su Barry Hawkins, e la sconfitta al World Grand Prix contro Ronnie O'Sullivan.
Hawkins ha disputato la sua 21ª finale nei tornei professionistici, l'ottava fra quelli validi per la classifica mondiale e la seconda in stagione, dopo la sconfitta al Masters sempre contro Robertson.
Robertson e Hawkins non si sfidavano in uno scontro diretto dalla finale del Masters 2022, in cui a trionfare era stato l'australiano per 10-4. Si tratta della seconda finale giocata tra i due.
Il campione in carica era John Higgins, il quale è stato eliminato ai quarti di finale da Jimmy Robertson.
Durante il corso del torneo sono stati realizzati 25 century breaks, cinque in meno della precedente edizione.

## Montepremi
- Vincitore: £125000
- Finalista: £50000
- Semifinalisti: £30000
- Quarti di finale: £15000
- Ottavi di finale: £10000
- Miglior break: £10000
- Totale: £385000

## Panoramica

### Aspetti tecnici
Dopo aver disputato l'edizione 2021 alla Marshall Arena di Milton Keynes, in Inghilterra, in quanto unica bolla in grado di ospitare tutto lo staff necessario per i tornei, compresi i giocatori, il torneo si svolge all'Aldersley Arena di Wolverhampton, per la prima volta nella sua storia; città ed impianto non avevano mai ospitato alcun torneo professionistico prima di questo.

### Aspetti sportivi
Così come accaduto dal suo esordio nel tour professionistico del 2017, il Players Championship viene disputato dai primi 16 giocatori figuranti nella classifica stagionale, tenendo conto di ogni evento valevole per il ranking svoltosi fino al torneo precedente a questo.
L'evento è valevole per la classifica mondiale per la sesta edizione consecutiva.
Viene confermato per intero il montepremi delle precedenti due edizioni; a partire da questa stagione, la Cazoo Series assegna una cifra minima garantita per la partecipazione valevole per la classifica mondiale, di £10000 nel caso del Players Championship.
Il 17 giugno 2021 l'azienda rivenditrice di auto online Cazoo comunica di essersi accordata con la Matchroom Sport – principale azionista del World Snooker Tour – per sponsorizzare il Champion of Champions, lo UK Championship e il Masters, oltre che il World Grand Prix, il Players Championship e il Tour Championship – facenti già parte della Cazoo Series – nella stagione 2021-2022.
Il vincitore del torneo ha il diritto di partecipare al Champion of Champions 2022.

## Copertura
Le seguenti emittenti e piattaforme streaming hanno trasmesso il Players Championship 2022.
| Copertura              | Paese/Continente       |
| ---------------------- | ---------------------- |
| ITV4                   | Regno Unito ed Irlanda |
| Eurosport Player       | Europa                 |
| Liaoning TV            | Cina                   |
| Superstar Online       | Cina                   |
| Kuaishou               | Cina                   |
| Migu                   | Cina                   |
| Youku                  | Cina                   |
| Zhibo.tv               | Cina                   |
| Huya.com               | Cina                   |
| Pakistan TV Sports     | Pakistan               |
| Premier Sports Network | Filippine              |
| Now TV                 | Hong Kong              |
| True Sport             | Thailandia             |
| Sport Cast             | Taiwan                 |
| DAZN                   | Canada                 |
| Astrosport             | Malaysia               |
| Matchroom.Live         | Resto del mondo        |

## Partecipanti
Primi 16 giocatori della classifica stagionale, comprendente i tornei valevoli per il ranking tra il primo evento della Championship League e il German Masters.
| RS | Giocatore         | Punti  | Precedenti partecipazioni        |
| -- | ----------------- | ------ | -------------------------------- |
| 1  | Zhao Xintong      | 291000 | 0                                |
| 2  | Luca Brecel       | 183000 | 1 (2018)                         |
| 3  | Ronnie O'Sullivan | 175000 | 4 (2017, 2018, 2019, 2021)       |
| 4  | Mark Williams     | 145000 | 4 (2018, 2019, 2020, 2021)       |
| 5  | Mark Allen        | 139500 | 3 (2018, 2019, 2020)             |
| 6  | Neil Robertson    | 118000 | 5 (2017, 2018, 2019, 2020, 2021) |
| 7  | John Higgins      | 114000 | 5 (2017, 2018, 2019, 2020, 2021) |
| 8  | David Gilbert     | 95500  | 2 (2019, 2020)                   |
| 9  | Yan Bingtao       | 93000  | 2 (2018, 2020)                   |
| 10 | Hossein Vafaei    | 91500  | 0                                |
| 11 | Kyren Wilson      | 81000  | 4 (2018, 2019, 2020, 2021)       |
| 12 | Ricky Walden      | 78000  | 0                                |
| 13 | Gary Wilson       | 72000  | 0                                |
| 14 | Judd Trump        | 68000  | 5 (2017, 2018, 2019, 2020, 2021) |
| 15 | Jimmy Robertson   | 62500  | 1 (2019)                         |
| 16 | Barry Hawkins     | 59500  | 3 (2017, 2019, 2021)             |

Nota bene: nella sezione "precedenti partecipazioni", le date in grassetto indicano che il giocatore ha vinto quella edizione del torneo.

## Tabellone
|  | Ottavi di finale Al meglio degli 11 frames | Ottavi di finale Al meglio degli 11 frames | Ottavi di finale Al meglio degli 11 frames |                 |    | Quarti di finale Al meglio degli 11 frames | Quarti di finale Al meglio degli 11 frames | Quarti di finale Al meglio degli 11 frames |  |  | Semifinali Al meglio degli 11 frames | Semifinali Al meglio degli 11 frames | Semifinali Al meglio degli 11 frames |  |  | Finale Al meglio dei 19 frames | Finale Al meglio dei 19 frames | Finale Al meglio dei 19 frames |  |
|  |                                            |                                            |                                            |                 |    |                                            |                                            |                                            |  |  |                                      |                                      |                                      |  |  |                                |                                |                                |  |
|  | 1                                          | Zhao Xintong                               | 3                                          |                 |    |                                            |                                            |                                            |  |  |                                      |                                      |                                      |  |  |                                |                                |                                |  |
|  | 1                                          | Zhao Xintong                               | 3                                          |                 |    |                                            |                                            |                                            |  |  |                                      |                                      |                                      |  |  |                                |                                |                                |  |
|  | 16                                         | Barry Hawkins                              | 6                                          |                 |    |                                            |                                            |                                            |  |  |                                      |                                      |                                      |  |  |                                |                                |                                |  |
|  | 16                                         | Barry Hawkins                              | 6                                          |                 | 16 | Barry Hawkins                              | 6                                          |                                            |  |  |                                      |                                      |                                      |  |  |                                |                                |                                |  |
|  |                                            |                                            |                                            |                 | 16 | Barry Hawkins                              | 6                                          |                                            |  |  |                                      |                                      |                                      |  |  |                                |                                |                                |  |
|  |                                            |                                            | 9                                          | Yan Bingtao     | 5  |                                            |                                            |                                            |  |  |                                      |                                      |                                      |  |  |                                |                                |                                |  |
|  | 8                                          | David Gilbert                              | 9                                          | Yan Bingtao     | 5  | 4                                          |                                            |                                            |  |  |                                      |                                      |                                      |  |  |                                |                                |                                |  |
|  | 8                                          | David Gilbert                              |                                            |                 |    |                                            |                                            |                                            |  |  |                                      |                                      |                                      |  |  |                                |                                |                                |  |
|  | 9                                          | Yan Bingtao                                | 6                                          |                 |    |                                            |                                            |                                            |  |  |                                      |                                      |                                      |  |  |                                |                                |                                |  |
|  | 9                                          | Yan Bingtao                                | 6                                          |                 | 16 | Barry Hawkins                              | 6                                          |                                            |  |  |                                      |                                      |                                      |  |  |                                |                                |                                |  |
|  |                                            |                                            |                                            |                 |    |                                            |                                            |                                            |  |  |                                      |                                      |                                      |  |  |                                |                                |                                |  |
|  |                                            |                                            | 12                                         | Ricky Walden    | 2  |                                            |                                            |                                            |  |  |                                      |                                      |                                      |  |  |                                |                                |                                |  |
|  | 5                                          | Mark Allen                                 | 12                                         | Ricky Walden    | 2  | 2                                          |                                            |                                            |  |  |                                      |                                      |                                      |  |  |                                |                                |                                |  |
|  | 5                                          | Mark Allen                                 |                                            |                 |    |                                            |                                            |                                            |  |  |                                      |                                      |                                      |  |  |                                |                                |                                |  |
|  | 12                                         | Ricky Walden                               | 6                                          |                 |    |                                            |                                            |                                            |  |  |                                      |                                      |                                      |  |  |                                |                                |                                |  |
|  | 12                                         | Ricky Walden                               | 6                                          |                 | 12 | Ricky Walden                               | 6                                          |                                            |  |  |                                      |                                      |                                      |  |  |                                |                                |                                |  |
|  |                                            |                                            |                                            |                 | 12 | Ricky Walden                               | 6                                          |                                            |  |  |                                      |                                      |                                      |  |  |                                |                                |                                |  |
|  |                                            |                                            | 4                                          | Mark Williams   | 5  |                                            |                                            |                                            |  |  |                                      |                                      |                                      |  |  |                                |                                |                                |  |
|  | 4                                          | Mark Williams                              | 4                                          | Mark Williams   | 5  | 6                                          |                                            |                                            |  |  |                                      |                                      |                                      |  |  |                                |                                |                                |  |
|  | 4                                          | Mark Williams                              |                                            |                 |    |                                            |                                            |                                            |  |  |                                      |                                      |                                      |  |  |                                |                                |                                |  |
|  | 13                                         | Gary Wilson                                | 3                                          |                 |    |                                            |                                            |                                            |  |  |                                      |                                      |                                      |  |  |                                |                                |                                |  |
|  | 13                                         | Gary Wilson                                | 3                                          |                 | 16 | Barry Hawkins                              | 5                                          |                                            |  |  |                                      |                                      |                                      |  |  |                                |                                |                                |  |
|  |                                            |                                            |                                            |                 |    |                                            |                                            |                                            |  |  |                                      |                                      |                                      |  |  |                                |                                |                                |  |
|  |                                            |                                            | 6                                          | Neil Robertson  | 10 |                                            |                                            |                                            |  |  |                                      |                                      |                                      |  |  |                                |                                |                                |  |
|  | 3                                          | Ronnie O'Sullivan                          | 6                                          | Neil Robertson  | 10 | 6                                          |                                            |                                            |  |  |                                      |                                      |                                      |  |  |                                |                                |                                |  |
|  | 3                                          | Ronnie O'Sullivan                          |                                            |                 |    |                                            |                                            |                                            |  |  |                                      |                                      |                                      |  |  |                                |                                |                                |  |
|  | 14                                         | Judd Trump                                 | 3                                          |                 |    |                                            |                                            |                                            |  |  |                                      |                                      |                                      |  |  |                                |                                |                                |  |
|  | 14                                         | Judd Trump                                 | 3                                          |                 | 3  | Ronnie O'Sullivan                          | 3                                          |                                            |  |  |                                      |                                      |                                      |  |  |                                |                                |                                |  |
|  |                                            |                                            |                                            |                 | 3  | Ronnie O'Sullivan                          | 3                                          |                                            |  |  |                                      |                                      |                                      |  |  |                                |                                |                                |  |
|  |                                            |                                            | 6                                          | Neil Robertson  | 6  |                                            |                                            |                                            |  |  |                                      |                                      |                                      |  |  |                                |                                |                                |  |
|  | 6                                          | Neil Robertson                             | 6                                          | Neil Robertson  | 6  | 6                                          |                                            |                                            |  |  |                                      |                                      |                                      |  |  |                                |                                |                                |  |
|  | 6                                          | Neil Robertson                             |                                            |                 |    |                                            |                                            |                                            |  |  |                                      |                                      |                                      |  |  |                                |                                |                                |  |
|  | 11                                         | Kyren Wilson                               | 4                                          |                 |    |                                            |                                            |                                            |  |  |                                      |                                      |                                      |  |  |                                |                                |                                |  |
|  | 11                                         | Kyren Wilson                               | 4                                          |                 | 6  | Neil Robertson                             | 6                                          |                                            |  |  |                                      |                                      |                                      |  |  |                                |                                |                                |  |
|  |                                            |                                            |                                            |                 |    |                                            |                                            |                                            |  |  |                                      |                                      |                                      |  |  |                                |                                |                                |  |
|  |                                            |                                            | 15                                         | Jimmy Robertson | 1  |                                            |                                            |                                            |  |  |                                      |                                      |                                      |  |  |                                |                                |                                |  |
|  | 7                                          | John Higgins                               | 15                                         | Jimmy Robertson | 1  | 6                                          |                                            |                                            |  |  |                                      |                                      |                                      |  |  |                                |                                |                                |  |
|  | 7                                          | John Higgins                               |                                            |                 |    |                                            |                                            |                                            |  |  |                                      |                                      |                                      |  |  |                                |                                |                                |  |
|  | 10                                         | Hossein Vafaei                             | 3                                          |                 |    |                                            |                                            |                                            |  |  |                                      |                                      |                                      |  |  |                                |                                |                                |  |
|  | 10                                         | Hossein Vafaei                             | 3                                          |                 | 7  | John Higgins                               | 4                                          |                                            |  |  |                                      |                                      |                                      |  |  |                                |                                |                                |  |
|  |                                            |                                            |                                            |                 | 7  | John Higgins                               | 4                                          |                                            |  |  |                                      |                                      |                                      |  |  |                                |                                |                                |  |
|  |                                            |                                            | 15                                         | Jimmy Robertson | 6  |                                            |                                            |                                            |  |  |                                      |                                      |                                      |  |  |                                |                                |                                |  |
|  | 2                                          | Luca Brecel                                | 15                                         | Jimmy Robertson | 6  | 1                                          |                                            |                                            |  |  |                                      |                                      |                                      |  |  |                                |                                |                                |  |
|  | 2                                          | Luca Brecel                                |                                            |                 |    |                                            |                                            |                                            |  |  |                                      |                                      |                                      |  |  |                                |                                |                                |  |
|  | 15                                         | Jimmy Robertson                            | 6                                          |                 |    |                                            |                                            |                                            |  |  |                                      |                                      |                                      |  |  |                                |                                |                                |  |

| Finale (Al meglio dei 19 frames) Aldersley Arena, Wolverhampton, 13 febbraio 2022. Arbitro: Jan Verhaas                             | | |
| Barry Hawkins (16) | 5–10 | Neil Robertson (6) |
| Prima sessione: 91–0, 18–64, 55–75, 0–107, 0–105, 0–130, 71–0, 141–0 Seconda sessione: 1–90, 1–118, 92–0, 96–26, 15–120, 0–91, 1–77 | Miglior break (Hawkins): 137 Century breaks (Hawkins): 1 Miglior break (Robertson): 130 Century breaks (Robertson): 4 | Prima sessione: 91–0, 18–64, 55–75, 0–107, 0–105, 0–130, 71–0, 141–0 Seconda sessione: 1–90, 1–118, 92–0, 96–26, 15–120, 0–91, 1–77 |
| Neil Robertson vince il Cazoo Players Championship 2022                                                                             | | |

## Century breaks
Durante il corso del torneo sono stati realizzati 25 century breaks.
| N° | Giocatore         | Century breaks | Miglior break |
| -- | ----------------- | -------------- | ------------- |
| 1  | Yan Bingtao       | 6              | 139           |
| =  | Neil Robertson    | 6              | 130           |
| 2  | Barry Hawkins     | 3              | 137           |
| =  | John Higgins      | 3              | 134           |
| =  | Mark Williams     | 3              | 107           |
| 3  | Kyren Wilson      | 1              | 141           |
| =  | Ronnie O'Sullivan | 1              | 127           |
| =  | Ricky Walden      | 1              | 123           |
| =  | Jimmy Robertson   | 1              | 102           |